# Сержіо Луїс Донізетті
Сержіо Луїс Донізетті (порт. Sérgio Luís Donizetti), також відомий як Жуан Пауло (порт. João Paulo; нар. 9 липня 1964, Кампінас, Бразилія) — бразильський футболіст, що грав на позиції нападника. Виступав за національну збірну Бразилії.
Володар Кубка Мітропи.

## Клубна кар'єра
Вихованець футбольної школи клубу «Гуарані» (Кампінас). Дорослу футбольну кар'єру розпочав 1983 року в основній команді того ж клубу, в якій провів шість сезонів, взявши участь у 78 матчах чемпіонату.
Згодом з 1989 по 2004 рік грав у складі команд клубів «Барі», «Васко да Гама», «Понте-Прета», «Гояс», «Корінтіанс», «Спорт Ресіфі», «Португеза Сантіста», «Понте-Прета», «Віторія» (Салвадор), «Уніон Сан-Жуан», «Етті Жундіаї», «Міто Холліхок», «Гуарані» (Кампінас) та «Такуарітінга». Протягом цих років виборов титул володаря Кубка Мітропи.
Завершив професійну ігрову кар'єру у клубі «Інтернасьйонал Лімейра», за команду якого виступав протягом 2004—2004 років.

## Виступи за збірну
1987 року дебютував в офіційних матчах у складі національної збірної Бразилії. Протягом кар'єри у національній команді, яка тривала 5 років, провів у формі головної команди країни 15 матчів, забивши 4 голи.
У складі збірної був учасником розіграшу Кубка Америки 1987 року в Аргентині, розіграшу Кубка Америки 1991 року у Чилі, де разом з командою здобув «срібло».

## Досягнення
- Срібний олімпійський призер: 1988
- Володар Кубка Мітропи:

«Барі»: 1990
- Срібний призер Кубка Америки: 1991